# Roger Kingdom
Roger Nona Kingdom (Vienna, 26 agosto 1962) è un ex ostacolista statunitense, vincitore di due medaglie d'oro nei 110 metri ostacoli alle Olimpiadi di Los Angeles 1984 e Seul 1988.

## Palmarès
| Anno | Manifestazione      | Sede          | Evento   | Risultato | Prestazione | Note                  |
| ---- | ------------------- | ------------- | -------- | --------- | ----------- | --------------------- |
| 1983 | Giochi panamericani | Caracas       | 110 m hs | Oro       | 13"44       |                       |
| 1984 | Giochi olimpici     | Los Angeles   | 110 m hs | Oro       | 13"20       | Record olimpico       |
| 1988 | Giochi olimpici     | Seul          | 110 m hs | Oro       | 12"98       | Record olimpico       |
| 1989 | Mondiali indoor     | Budapest      | 60 m hs  | Oro       | 7"43        | Record dei campionati |
| 1989 | Universiadi         | Duisburg      | 110 m hs | Oro       | 13"26       |                       |
| 1995 | Giochi panamericani | Mar del Plata | 110 m hs | Oro       | 13"39       |                       |
| 1995 | Mondiali            | Göteborg      | 110 m hs | Bronzo    | 13"19       |                       |

## Campionati nazionali
- 5 volte campione nazionale dei 110 metri ostacoli (1985, 1988, 1989, 1990, 1995)

1985
- Oro ai campionati statunitensi, 110 m hs - 13"37

1988
- Oro ai campionati statunitensi, 110 m hs - 13"15

1989
- Oro ai campionati statunitensi, 110 m hs - 13"32

1990
- Oro ai campionati statunitensi, 110 m hs - 13"22

1995
- Oro ai campionati statunitensi, 110 m hs - 13"09

## Altre competizioni internazionali
1989
- Oro in Coppa del mondo ( Barcellona), 110 m hs - 12"87
- Oro al Weltklasse Zürich ( Zurigo), 110 m hs - 12"92

1995
- 4º alla Grand Prix Final ( Monaco), 110 m hs - 13"34

1997
- 7º alla Grand Prix Final ( Fukuoka), 110 m hs - 13"26

## Riconoscimenti
- Atleta mondiale dell'anno (1989)